# Cómplices al rescate
Pour les articles homonymes, voir Complices (homonymie).
Navidad sin fin ¡Vivan los niños!
Cómplices al rescate est une telenovela mexicaine diffusée en 2002 sur Canal de las Estrellas.

## Distribution
- Belinda : Mariana Cantú / Silvana Del Valle Ontiveros #1
- Daniela Luján : Mariana Cantú / Silvana Del Valle Ontiveros #2
- Martín Ricca : Martín Ricca
- Fabián Chávez : Joaquín Olmos
- Laura Flores : Rocío Cantú
- Francisco Gattorno : Alberto Del Río
- Cecilia Gabriela : Regina Ontiveros de Del Valle / Tania Vermont
- Raúl Magaña : Gerardo Ontiveros
- Manuel Saval : Rolando Del Valle
- Norma Herrera : Doña Pura
- Johnny Lozada : Sebastián
- Silvia Lomelí : Helena Cantú
- Gustavo Rojo : Dr. Federico Rueda
- Maribel Fernández : Macrina
- Carlos Bonavides : Ofelio
- Miguel Pizarro : Vicente Rosales
- Ramiro Torres : Ramón
- Alejandro Speitzer : Felipe Olmos
- Grisel Margarita : Priscila Ricco Ontiveros
- Martha Sabrina : Julia Olmos
- Naydelin Navarrete : Naydelin Mendoza
- Patricia Martínez : María Contreras
- Mickey Santana : Omar Contreras
- Roberto Marín : Roberto Obregón
- Geraldine Galván : Doris Torres
- Vadhir Derbez : Andrés Rosales
- Isaac Castro : Mateo Torres
- Ana Valeria : Dulce Rosales
- Rossana San Juan : Lorna Rico
- Pedro Weber : Don Giusseppe
- Aida Pierce : Doña Biba Solasi
- Paco Ibáñez : Fortunato Ricco
- Irina Areu : Maru
- Verónica Macías : Clarita #1
- Yolanda Ventura : Clarita #2
- Orlando Miguel : Pepe
- Rafael del Villar : Dr. Raúl Olivo
- Adriana Chapela : Alicia Rosales
- Arlette Pacheco : Florencia
- Mariana Sanchez : Maestra Yoli
- Roberto Miranda : Damian
- Miguel Priego : Padre Arango
- Sergio Acosta : Joel Contreras
- Olivia Bucio : mère de Martin
- Francisco Avendaño : père de Martin
- Héctor Parra : Santiago Salas
- Vicente Herrera
- Gerardo Albarrán : Arturo Vargas
- Raúl Buenfil : Jaime Obregón
- Alejandro Aragón : Luis Torres
- Adriana Laffan : Lourdes "Lulu" Mendoza
- Miguel Angel Fuentes : El Sombras
- Benjamin Islas : El Navajas
- Leonardo Trevole : El Trampas
- Silvia Contreras : Lolita
- Joana Brito : Doña Meche
- Oscar Traven : Sr. Torres
- Sergio Zaldivar : Fausto
- Adrian Uribe : designer
- Gustavo Negrete : ophtalmologiste
- Ricardo Vera : Comandante Malpica
- Marco Zapata : enfant voué à la piraterie de disque
- Arturo Vazquez : Antonio
- Gerardo Gallardo : Tijerino
- Agustín Arana : Rodolfo Garcia
- Jacqueline Bracamontes : Jocelyn
- Eugenio Derbez : voix de Mantequilla
- Ariadna Arguello : deux des Belinda et Daniela Luján
- Paco Ibañez : Paco

## Versions
- Hum 2 Hai Na (Sony Entertainment Television, 2004)
- συνένοχοι για τη διάσωση (Mega Channel, 2007)
- Cúmplices de um Resgate (SBT, 2015)